# بوب برمان
بوب برمان (بالإنجليزية: Bob Burman) هو مهندس أمريكي، ولد في 23 أبريل 1884 في إملي سيتي في الولايات المتحدة، وتوفي في 8 أبريل 1916 في كورونا في الولايات المتحدة.

## معرض صور

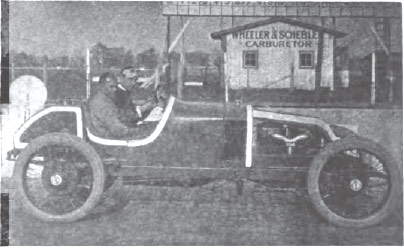
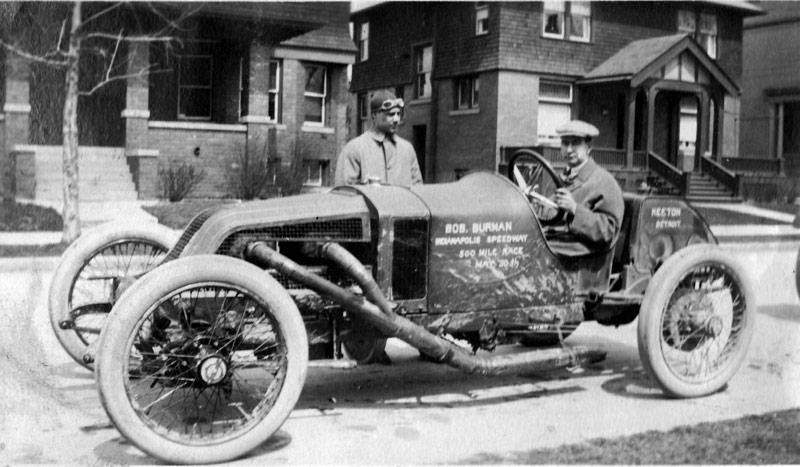
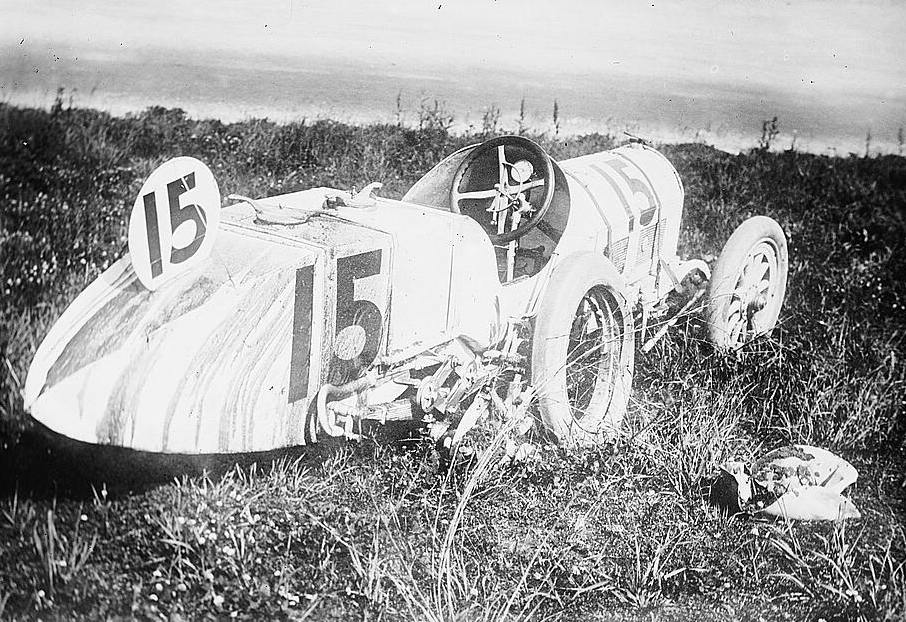

## روابط خارجية
- بوب برمان على موقع DriverDB.com (الإنجليزية)